# ダーククエスト
ダーククエスト（Dark Quest）は、ゲームロフトより発売されているアクションロールプレイングゲームのシリーズ。原題はDungeon Hunter。
自動生成のダンジョン、プレイヤーはメイジ、ナイト、ローグの3つの職業から選択できるなど、ディアブロクローンのゲームである。

## シリーズ
- ダーククエスト（2009年、iPhone / iPod touch、携帯電話ゲーム）
- ダーククエスト2（2010年、iPhone / iPod touch、iPad）
3人までのマルチプレイ、上位クラス（各2種類ずつ）を追加
- ダーククエスト 〜Alliance〜（2011年、PS3、Mac[2]、PS Vita）
4人までのマルチプレイ、Vita版はユービーアイソフトからの発売。

## 外部サイト
- 公式サイト
- ダーククエスト（携帯アプリ版）